# استیضاح رضا فرجی‌دانا
استیضاح رضا فرجی‌دانا، نخستین استیضاح وزراء دولت یازدهم جمهوری اسلامی بود که در روز چهارشنبه ۲۹ مرداد ۱۳۹۳ برگزار شد. نهایتاً استیضاح با ۱۴۵ رأی موافق، ۱۱۰ رأی مخالف و ۱۵ رأی ممتنع از مجموع ۲۷۰ رأی مأخوذه رأی آورد و فرجی دانا از وزارت علوم برکنار شد. ساعاتی پس از استیضاح و برکناری فرجی‌دانا، حسن روحانی رئیس جمهور ایران در احکامی جداگانه دکتر محمدعلی نجفی را به عنوان سرپرست وزرات علوم و دکتر فرجی‌دانا را به عنوان مشاور رئیس‌جمهوری در امور علمی و آموزشی منصوب کرد.
| استیضاح وزیر علوم | سخنرانان موافق استیضاح                                                                                             | سخنرانان مخالف استیضاح                | آراء موافق | آراء مخالف | آراء ممتنع | تأیید |
| ----------------- | --- | ------------------------------------- | ---------- | ---------- | ---------- | ----- |
| رضا فرجی‌دانا      | علیرضا زاکانی موسی غضنفرآبادی سید حسین نقوی حسینی قاسم جعفری محمدحسن آصفری علی اصغر زارعی بیژن نوباوه الیاس نادران | جواد هروی غلامعلی جعفرزاده ایمن آبادی | ۱۴۵        | ۱۱۰        | ۱۵         | نه    |

## انتصاب‌ها

### انتصاب توفیقی و میلی منفرد
فرجی دانا در ۱۲ آبان ۱۳۹۲، طی حکمی جعفر میلی منفرد را به عنوان معاون آموزشی، جعفر توفیقی را به عنوان مشاور ارشد، مجتبی صدیقی را به عنوان معاون وزیر و رئیس سازمان امور دانشجویان کشور و سعید سمنانیان را به عنوان معاون وزیر علوم و رئیس مرکز هیأت‌های امنا و هیأت‌های ممیزه مرکزی وزارت علوم، تحقیقات و فناوری منصوب نمود. انتصاب جعفر میلی منفرد و جعفر توفیقی با واکنش منفی برخی از نمایندگان مجلس روبرو شد و ۸۲ نماینده مجلس در این مورد تذکر کتبی دادند. چند روز بعد ۱۵۰ نفر از نمایندگان مجلس در نامه‌ای به رئیس‌جمهور از او درخواست کردند، تا در برخی انتصابات وزارت علوم مداخله کند و خواستار تجدیدنظر در بعضی از این انتصابات شدند.

### انتصاب محمود نیلی احمدآبادی
در ۱۹ خرداد ۱۳۹۳، فرجی دانا، محمود نیلی احمدآبادی را به عنوان سرپرست دانشگاه تهران منصوب نمود. فرجی دانا روز بعد اعلام کرد که نیلی به عنوان رئیس دانشگاه تهران به شورای عالی انقلاب فرهنگی معرفی خواهد شد. پس از معرفی نیلی، غلامعلی حداد عادل، رئیس فراکسیون اصولگرایان مجلس شورای اسلامی، اعلام کرد که انتخاب سرپرست دانشگاه تهران منجر به تیره شدن روابط مجلس و وزارت علوم می‌شود.

### احتمال عزل معاونان
به گزارش خبرگزاری مهر، فرجی دانا برای کسب پشتیبانی فراکسیون اکثریت مجلس یعنی فراکسیون رهروان ولایت، با عزل دو معاونش ۱۰ روز پس از طرح استیضاح در جلسه علنی موافقت کرده بود. به ادعای این خبرگزاری وی تصمیم داشت دست به یک معامله سیاسی بزند و متن استعفای دو معاونش را در سایت وزارت علوم قرار دهد.

## افشای بورسیه‌های غیرقانونی و تلاش عده‌ای از نمایندگان برای استیضاح
مجتبی صدیقی معاون وزیر علوم و رئیس سازمان امور دانشجویان ۴ خرداد ۱۳۹۳ در یک نشست خبری از پاره‌ای از تخلفاتی که زیر عنوان بورسیه بیش از ۳۰۰۰ دانشجوی دکتری رخ داده بود، پرده برداشت و اعلام کرد: «۱۸۸۴ مورد تبدیل بورس خارج به داخل شدند از این تعداد ۲۲۸ نفر معدل کارشناسی زیر ۱۴ داشتند. معدل کارشناسی ارشد ۳۰۵ نفر از تبدیل به داخل کنندگان زیر ۱۶ بوده‌است. در مقابل نام ۲۳۵ نفر هیچ عددی به عنوان معدل ذکر نشده است. شرط سنی ۳۳ سال دربارهٔ ۳۲۵ نفر رعایت نشده است. ۱۸۳ نفرهم در پرونده خود سند محضری برای تعهد خدمت نسپرده‌اند» {نیازمند مرجع} این در حالی بود که نه تنها در متن استیضاح وی عوامل مهمتری همچون انتصاب افراد بدون صلاحیت همچون مجتبی صدیقی و سعید سمنانیان اشاره شده‌است. بلکه بارها توسط نمایندگان و خصوصاً علی لاریجانی -رئیس مجلس- یادآوری شده‌است که مسایل دیگری در زمینه رفتار سیاسی و فرهنگی وزیر سابق علوم و انتصابات وی بیشتر دلیل استیضاح فرجی دانا بود
پس از برکناری فرجی‌دانا، مصطفی پورمحمدی وزیر دادگستری دولت حسن روحانی، با اعلام لغو امتیازات تخلف بورسیه شده‌ها، گفت: آن‌هایی که در این پرونده با تخلف بورسیه گرفتند می‌توانند ادامه تحصیل دهند اما مانند یک دانشگاه خصوصی هزینه تحصیلی را باید خود پرداخت کنند و از امتیازاتی که نصیب‌شان شده مانند استخدام و تدریس، سلب شده‌اند. چنان‌که سرانجام وزارت علوم نتایج بررسی پرونده‌های دانشجویان بورسیه را در روز جمعه، دوم آبان ماه ۱۳۹۳ اعلام کرد که طی آن ۳۶ نفر به دلیل اظهارات غیرواقعی و گمراه‌کننده از تحصیل و بورسیه محروم شدند و ۵۰۸ نفر با عنوان آنچه وزارت علوم آن را عدم تکمیل مدارک، نظیر جایابی و غیره عنوان کرده‌است لغو بورسیه شدند

## دلایل استیضاح
روح‌الله حسینیان از چهره‌های شاخص جبهه پایداری و امضاکنندگان استیضاح فرجی دانا «برخی انتصابات و همچنین بحث لغو بورسیه‌هایی در دولت گذشته که او قانونی می‌خواند» را از مهم‌ترین محورهای استیضاح دانسته است. شماری از نمایندگانِ امضاءکننده طرح استیضاح، بورسیه‌های غیرقانونی دوره احمدی‌نژاد هستند. برخی رسانه‌ها استفاده از افرادی که آن‌ها فتنه‌گر می‌خوانند در وزارت علوم، که بیم تشنج در دانشگاه‌ها را قوت بخشیده، باعث این‌اعلام‌کرده‌اند که رضا فرجی‌دانا با استیضاح از سوی نمایندگان در مجلس مواجه شود. سید ناصر موسوی لارگانی عضو «کمیته منتخب استیضاح‌کنندگان» در خصوص شروط انصراف از استیضاح وزیر علوم گفته است: «دانشجویان ستاره‌داری که به دانشگاه بازگشته‌اند و افرادی که در فتنه ۸۸ فعال بوده و دستگیر هم شدند و هم اکنون در پست‌های کلیدی وزارت علوم سمت دارند باید اخراج شوند.» نمایندگان استیضاح‌کننده یکی از محورهای استیضاح را افشای بورسیه‌های غیرقانونی و جلوگیری از ادامه تحصیل این عده اعلام کردند.
نمایندگان دو شرط را برای عدم استیضاح او برشمردند: «اخراج دانشجویان ستاره‌دار که به دانشگاه بازگشته‌اند و اخراج افرادی که در فتنه ۸۸ فعال بوده‌اند و دستگیر هم شده‌اند و هم اکنون در پست‌های کلیدی وزارت علوم سمت دارند». فرجی دانا زیر بار این دو شرط نرفت و نمایندگان به‌این ترتیب مصمم به اجرای استیضاح شدند. از جمله دلایل نمایندگان طراح استیضاح به شرح ذیل است: «بازگرداندن برخی اساتید اخراج شده، تغییر شیوه انتخاب رؤسای دانشگاه‌ها، منصوب کردن عناصر دارای سابقه مشخص در فتنه ۸۸ (معترضان به نتایج انتخابات سال ۱۳۸۸)، عدم مواجهه درست با تحرکات سیاسی، ضد انقلاب و ضد نظام و برخی عناصر فعال در دانشگاه‌ها و میدان دادن به برخی نشریه‌های دارای رویکرد ضد دینی و گرایش‌های شدیداً قومی و تجزیه‌طلبانه یا الحادی در محیط‌های دانشگاهی و احیای برخی تشکل‌های افراطی و آشوب طلب» این در حالی بود که گفته می‌شد برخی از نمایندگان به وزیر علوم گفته بودند اگر رؤسای هفت هشت دانشگاه را تغییری ندهید ما با شما کاری نداریم. حجت‌الله درویش‌پور، عضو کمیسیون آموزش و تحقیقات مجلس گفت: مطالبات متقاضیان استیضاح فرجی دانا به گونه‌ای نیست که در حد استیضاح باشد. البته پس از مدتی دو دلیل دیگر نیز به فهرست دلایل استیضاح اضافه شد، یکی نفوذ گروه‌های تجزیه‌طلب و جناح‌های سیاسی مخالف به دانشگاه‌ها و دیگری کم شدن تعداد مقالات ISI منتشر شده که نشان دهنده کند شدن رشد علمی دانشگاه‌هاست. گروهی از کارشناسان آموزش‌عالی با اینکه دو دلیل آخر را فقط بهانه‌جویی می‌نامند دلایل اصلی استیضاح را ترس بخش‌هایی از حکومت از استقلال دانشگاه‌ها و کم شدن کنترل حکومت می‌دانند که در همه بندهای دلایل استیضاح مستتر است. از نظر آن‌ها مسئله بورسیه‌ها فقط انگیزه لازم را به برخی از نمایندگان داده است وگرنه از دست دادن کنترل دانشگاه‌ها برای حکومت بسیار حیاتی‌تر از وجود بورسیه‌های غیرقانونی است. به عنوان نمونه انتصاب جعفر میلی منفرد و جعفر توفیقی در وزارت علوم آنقدر جناح تندرو را برآشفته کرد که کار را به فحاشی در صحن مجلس کشاند.

## پیش از استیضاح
با وجود آنکه روز شنبه ۱۸ مرداد وزیر علوم یک بار دیگر برای پاسخ به پرسش‌های نمایندگان در مجلس حاضر شد، اما سرانجام استیضاح وزیر علوم، تحقیقات و فناوری در ۲۱ مرداد ۱۳۹۳ با امضای ۵۱ نفر از نمایندگان مجلس شورای اسلامی اعلام وصول شد. بنابر اظهارات نزدیکان فرجی دانا، وی قصد دارد در جلسه استیضاح خود، جزئیات پشت پرده مسائلی را که به این استیضاح منتهی شده‌است، اعلام کند. خبرگزاری انتخاب یک روز پیش از استیضاح به نقل از مهر و از زبان وزیر اعلام کرده بود که وی در صورت رای آوردن استیضاح، از ایران خارج می‌شود و به کانادا بازمی‌گردد. این خبر چند روز بعد توسط فرجی‌دانا تکذیب شد. سه روز پیش از استیضاح، در مجلس یک نامه تخریبی علیه حسن روحانی پخش شد که درجه دکترای رئیس‌جمهور را زیر پرسش برد. گفته شد علت نگارش این نامه طرح استیضاح وزیر علوم و افشاگری‌هایی است که او احتمالاً می‌خواهد در مجلس کند. مهدی کوچک زاده شخصاً این شبنامه را تهیه کرد. این جدی‌ترین رویارویی مجلس و دولت در یک سال گذشته محسوب می‌شود. سایت ایران وایر لیست اسامی ۵۹۳ نفر از کسانی که گفته شده به‌طور غیرقانونی از بورسیه‌های علمی وزارت علوم دوران احمدی‌نژاد استفاده کرده‌اند را منتشر کرد. گفته می‌شود که سوءاستفاده از سوابق کاری، مذهبی، سیاسی و وابستگی‌های خانوادگی و سیاسی، مهم‌ترین منشأ برخورداری این افراد از رانت‌های علمی بوده‌است.
۵۱ تن از نمایندگان مجلس خواستار استیضاح‌اند و نامه درخواست استیضاح را امضا کرده‌اند، آن‌ها عمدتاً از اقلیت اصولگرایان رادیکال مجلس موسوم به جبهه پایداری هستند. چندین تن از نمایندگانی که خواستار استیضاح بودند، قصد پس گرفتن امضای خود را داشتند.

## واکنش‌ها

### پیش از استیضاح
- حسن روحانی، رئیس‌جمهور، در جلسه هیئت دولت گفت: دکتر فرجی دانا را فردی لایق، دانشمند، تحصیل‌کرده، مدیر و مدبر و با اخلاق می‌دانم و امروز بیش از آنچه در روز اول از لیاقت‌های او مطلع بودم، در عمل، ویژگی‌های اخلاقی ایشان را بیشتر لمس کردم. دکتر روحانی با اشاره به اهمیت دانشگاه و اینکه دانشگاه همیشه در مسایل و تحولات سیاسی و اجتماعی و حتی در سیاست خارجی پیش‌رو و پیشگام بوده‌است، گفت: دانشگاه از جایگاه ویژه‌ای برخوردار است و در یک سال گذشته شاهد فضای، نشاط و آرامش در دانشگاه‌ها بوده‌ایم.[۳۴]
- دولت گفت تمام قد از فرجی‌دانا حمایت می‌کند و معاون پارلمانی وزیر علوم گفت: استیضاح او «تاریخی» خواهد شد.[۳۵]
- محمدباقر نوبخت سخنگوی دولت، با اشاره به همزمانی استیضاح با آغاز هفته دولت، فرجی‌دانا را فردی دانشمند و فهیم دانست و اظهار کرد: انتظار داریم نمایندگان مجلس شورای اسلامی با رأی قاطع و بیشتر، فرصت تداوم همکاری وی با دولت را فراهم کنند.[۱۹]
- اسحاق جهانگیری معاون اول رئیس جمهوری، گفت: دکتر فرجی دانا فردی دانشمند، متدین، اخلاقی و مورد اعتماد دانشگاهیان است. وی استیضاح را از جمله حقوق نمایندگان برشمرد و گفت: انتظار داریم مجلس شورای اسلامی با رای مناسب خود امکان ادامه خدمتگزاری دکتر رضا فرجی دانا را فراهم کند.[۳۶]
- تعداد زیادی از نمایندگان اصولگرای مجلس از جمله عباسعلی منصوری آرانی،[۳۷] روح‌الله بیگی ئیلانلو،[۳۸] منصور حقیقت‌پور،[۳۹] ابراهیم نکو،[۴۰] ایرج ندیمی،[۴۱] محمد دامادی،[۴۲] عوض حیدرپور شهرضایی،[۴۳] ارسلان فتحی‌پور،[۴۴] مهرداد بائوج لاهوتی،[۴۵] غلامعلی جعفرزاده ایمن‌آبادی[۴۶] و عباس قائد رحمت[۴۷] اعلام کرده‌اند به این استیضاح رأی منفی خواهند داد.
- تعدادی از چهره‌های علمی و فرهنگی از جمله منوچهر ستوده،[۴۸] کریم مجتهدی،[۴۹] پوران درخشنده،[۵۰] منصور نیکخواه بهرامی،[۵۱]پرویز جبه‌دار مارالانی،[۵۲] بهزاد فراهانی[۵۳] و رافائل میناسکانیان[۵۴] مخالفت خود را با این استیضاح اعلام کردند.
- مخالفان سرشناسی چون مهدی کوچک زاده، حمید رسایی، روح‌الله حسینیان، احمد توکلی، غلامعلی حدادعادل، محمدرضا باهنر و محمدمهدی زاهدی درخواست استیضاح را امضا نکرده و ترجیح دادند سکوت کنند.[۳۵]
- ۹۰۰ استاد دانشگاه در حمایت از وزیر علوم به رئیس مجلس نامه نوشتند.[۵۵]
- دبیرکل انجمن اسلامی مدرسین دانشگاه‌ها گفت: بیش از ۱۵۰۰ استاد دانشگاه از سراسر کشور بیانیه این تشکل در حمایت از وزیر علوم را امضا کرده‌اند و این امضاها در حال افزایش است.[۵۶]
- ۱۰۲۸ نفر از استادان دانشگاه‌های کشور با ارسال نامه‌ای برای حسن روحانی از فرجی دانا حمایت کردند. آن‌ها در این نامه آوردند: کسانی که در هشت سال گذشته در مقابل انواع قانون‌شکنی‌ها، فسادها و بی‌اخلاقی‌ها سکوت کرده‌اند، اکنون با جسارت به میدان آمده و با کارشکنی و غوغاسالاری، مقابل متولی حرکت علمی کشور ایستاده و سهم خواهی می‌کنند.[۵۷]
- سه اتحادیه دانشجویی دانشگاه آزاد اسلامی در حمایت از دکتر فرجی‌دانا بیانیه صادر کردند.[۵۸]
- ۹ عضو شاخص فرهنگستان علوم استیضاح فرجی‌دانا را سیاسی خوانده و او را شایسته‌ترین فرد در شرایط کنونی برای پست وزارت علوم دانستند.[۵۹]
- دکتر سیدحسن قاضی‌زاده هاشمی وزیر بهداشت، درمان و آموزش پزشکی گفت: از زمان مدیریت فرجی دانا در وزارت علوم شاهد آرامش در دانشگاه‌ها هستیم. از زمانی که ایشان مسئولیت وزارت را در این مجموعه به دست گرفته‌اند شاهد وجود آرامش در دانشگاه‌ها هستیم و وی خدمات زیادی را در این برهه ارائه کرده‌است.[۶۰]
- علی محمد حاضری، استاد دانشگاه و عضو «شورای مرکزی انجمن اسلامی مدرسین دانشگاه‌ها» در دفاع از وزیر علوم گفت: «بزرگترین نقصان در عملکرد وزیر علوم نداشتن دلواپسی گروه دلواپسان است. بزرگترین جرم فرجی‌دانا زنده نگه‌داشتن امید در دانشگاه‌ها است، درصورت عملی شدن استیضاح رضا فرجی‌دانا باید از این مسئله استقبال کند و برخی از ناگفته‌ها را مطرح کند».[۶۱]
- دکتر علی نجفی‌نژاد سرپرست دانشگاه علوم کشاورزی و منابع طبیعی گرگان گفت: وزیر علوم یکی از شخصیت‌های برجسته کشور و از نظر علمی و اخلاقی فردی کاملاً شناخته شده‌است. در مدیریت وی عقلانیت، نظم و رویکرد علمی وجود دارد و با همین رویکرد در یک سال گذشته وضعیت دانشگاه‌ها را با وجود مشکلات مالی و انباشت مطالبات مدیریت کرده و توانسته فضای آرام و مناسبی در دانشگاه‌ها ایجاد کند و اطمینان خاطری در بین دانشجویان و اعضای هیئت علمی فراهم نماید. امنیت روحی و روانی را که یکی از پیش نیازهای توسعه علمی است تا دانشگاه و محقق رشد علمی داشته باشد و برای مشکلات جامعه قدم بردارد فراهم کرده‌است.[۱۹]
- دکتر سید ابوالحسن نائینی، رئیس دانشگاه بین‌المللی امام خمینی قزوین که سابقه حضور ۲۸ ساله در عرصه‌های علمی، آموزشی و فرهنگی کشور را دارد، معتقد است که وزیر علوم، در بازه زمانی حدود یک ساله که در رأس این وزارتخانه حضور داشته، حرکت‌های بسیار پویا و سازنده‌ای را در سطح دانشگاه‌های کشور انجام داده است.[۱۹]
- سید داوودآقایی استاد دانشگاه تهران، گفت: خرده‌هایی که به وزیر علوم بخاطر ایجاد التهاب در فضای دانشگاهی از سوی برخی تندروها و افراطیون مجلس شورای اسلامی گرفته می‌شود، امری کاملاً نامعقول است. دانشجویان بهترین کسانی هستند که تغییرات اساسی را در دانشگاه‌ها لمس می‌کنند و بهتر بود در استیضاح وزیر علوم، نمایندگان مجلس نظرات دانشگاهیان را نیز جویا می‌شدند.[۶۲]
- فراکسیون رهروان ولایت که اکثریت کرسی‌های مجلس را در اختیار دارد و بدون موافقت آن‌ها استیضاح فرجی‌دانا تقریباً منتفی خواهد بود گزارش داد که تقریباً تمام اعضای هیئت رئیسه این فراکسیون خواهان ادامه کار وزیر علوم هستند.[۵۹]
- حمیدرضا خصوصی ثانی عضو فراکسیون دانشگاهیان گفت: غالب اعضای فراکسیون دانشگاهیان مخالف استیضاح وزیر علوم هستند.[۶۳]
- علی لاریجانی، رئیس مجلس نیز دادن رأی عدم‌اعتماد به وزیر علوم را نادرست دانست. وی گفت: با توجه به شرایط خاص کشور در بعد داخلی و خارجی، مصلحت حکم می‌کند که «آرامش سیاسی و همگرایی» افزایش یابد.[۵۹]
- علی مطهری نماینده عضو کمیسیون فرهنگی نیز به وزیر علوم توصیه کرد از فرصت استیضاح در مجلس استفاده کند و به افشای تخلف‌های دولت گذشته بپردازد.[۶۴] وی گفت وزیر علوم باید از این استیضاح استقبال کند زیرا حضور او در مجلس باعث برملا شدن حقایق و خلاف‌های دولت گذشته خواهد شد.[۶۵] او ریشهٔ این استیضاح را ترس برخی افراد از باز شدن فضای دانشگاه‌ها و نوع تفکر استیضاح‌کنندگان دربارهٔ آزادی بیان و مسئله حفظ نظام عنوان کرد و این موضوع را یک توهم دانست.[۶۶] به گفتهٔ او استیضاح‌کنندگان وزیر علوم از باز شدن فضای دانشگاه‌ها ترس دارند.[۶۷]
- حجت‌الله درویش‌پور، عضو کمیسیون آموزش و تحقیقات مجلس گفت: مطالبات متقاضیان استیضاح فرجی دانا به گونه‌ای نیست که در حد استیضاح باشد. بگفته وی، ده نفر از نمایندگان کنونی مجلس، از دریافت‌کنندگان این بورسیه هستند.[۲۲]
- حجت‌الاسلام و المسلمین سیدمحمد سادات ابراهیمی نماینده مردم شوشتر و گتوند در مجلس بر این باور است که انتشار لیست بورسیه‌های غیرقانونی باعث مخالفت بسیاری از نمایندگان مجلس با استیضاح فرجی دانا شد. سادات ابراهیمی بیان داشت: برخی از استیضاح کنندگان از رای خود برگشته‌اند و خواهان پس گرفتن امضای خود هستند، اما با این حال از لحاظ قانونی و بر طبق آیین‌نامه جدید مجلس، پس از اعلام وصول استیضاح امکان پس گرفتن امضا وجود ندارد.[۶۸]
- غلامرضا ظریفیان معاون وزیر علوم دولت اصلاحات گفت: فرجی‌دانا با آرامشی که در دانشگاه‌ها حاکم کرد جایگاه خاصی میان مردم بدست آورده و امروز اکثراً خواهان ادامه حضور وی در این وزارتخانه هستند.[۶۹]
- غلامعلی حداد عادل: «هر کاری از دستمان برمی‌آمد انجام دادیم تا کار به اینجا نرسد.»[۷۰]
- سیدمحمد خاتمی در دیدار اعضای شورای مرکزی انجمن اسلامی دانشگاه تهران و دانشگاه علوم پزشکی تهران با اشاره به استیضاح وزیر علوم در مجلس، گفت:آقای فرجی دانا یک دانشمند، یک فرزند ایران که در سطح بالایی دانش را کسب کرده و آمده به ایران برای خدمت. وی با بیان اینکه نه تنها به عنوان یک استاد عالم به عنوان یک مدیر هم موفق بوده‌است و اتفاقاً توفیق افرادی نظیر فرجی دانا این است که همان محیط را می‌خواهند فراهم کنند که میرزاخانی‌ها از آن بیرون بیایند یا میرزاخانی‌ها بتوانند به اینجا بیایند و در خدمت توسعه علم و دانش و کشور قرار بگیرند.[۷۱]
- محمد غرضی با انتقاد از استیضاح‌کنندگان فرجی دانا، عنوان کرد:[۷۲] «مجلس اگر می‌خواهد اقتدار خود را نشان دهد، بهتر است به‌طور ریشه‌ای مشکلات و مسائل کشور را مورد بررسی قرار دهد و نه اینکه با فشار بر روی یک یا دو تن از وزراء بخواهد خودنمایی و قدرت نمایی کند.»
- آیت الله حسن ممدوحی عضو مجلس خبرگان رهبری با انتقاد شدید از عملکرد وزیر علوم، ابراز کرد: بنده اصلاً این وزیر علوم را قبول ندارم و این فرد یک آدم لاابالی است. این وزیر باکی ندارد و هر چه به او می‌گویند این کار تو دارای فساد است به جای اینکه تعلیم بگیرد و درست کند، بدترش می‌کند.[۷۳]

در فیسبوک
- در خرداد ماه (از همان روزهای نخست افشاگری‌های فرجی دانا)، در فیسبوک کمپین حمایت از وی آغاز به کار کرد.[۷۴] همچنین صفحه رسمی دکتر حسن روحانی در فیسبوک[۷۵] نظرسنجی دربارهٔ عملکرد فرجی دانا در وزارت علوم به راه انداخت.[۷۶] پس از آغاز بحث‌های مربوط به استیضاح و جدی شدن آن، گروهی از هواداران فرجی دانا کمپین تماس با نمایندگان مجلس برای عدم همراهی با استیضاح را در فیسبوک شکل دادند.[۷۷]

نظرسنجی
- در یک نظرسنجی که به مدت ۲۴ ساعت در سایت خبری انتخاب قرار گرفت، از بین ۲۰ هزار شرکت‌کننده بیش از ۹۵٪ از شرکت کنندگان انگیزه استیضاح کنندگان وزیر علوم را سیاسی دانسته و کمتر از ۵٪ معتقد بودند که این استیضاح به دلایل علمی صورت می‌گیرد.[۷۸]

### پس از استیضاح
- حسام‌الدین آشنا مشاور فرهنگی رئیس‌جمهور، پس از برکناری فرجی‌دانا، در ارزیابی خود از عدم رای اعتماد نمایندگان مجلس گفت: توضیحات وزیر علوم در مجلس نشان از مجموعه اقدامات توأم با تدبیر، موقع‌شناسی و متناسب با وضعیت واقعی دانشگاه‌ها بوده‌است. امیدواریم این رای مجلس محترم در آینده علمی کشور تأثیر منفی نداشته باشد.[۷۹]
- علاء الدین بروجردی رئیس کمیسیون امنیت ملی و سیاست خارجی مجلس شورای اسلامی، گفت: اقدام و سخنان علی لاریجانی رئیس مجلس در روند رأی‌گیری تأثیر داشت. وی حکمیت لاریجانی بین نمایندگان مجلس و وزارت علوم را دیرهنگام دانست و گفت اگر این اقدام رئیس مجلس دیروز انجام می‌شد، نتیجه جلسه امروز به شکل دیگری می‌بود.[۸۰]
- حسن روحانی رئیس رئیس‌جمهور در ۱۶ آذر ۱۳۹۳ و در مراسم بزرگداشت روز دانشجو در دانشگاه علوم پزشکی ایران گفت: «پارسال وزارت علوم وزیر نداشت امسال هم دانشگاه تهران سرپرست دارد ما در طول یک سال گذشته چهار وزیر و سرپرست را تجربه کردیم از آقای میلی‌منفرد خواهش کردیم تا مسئولیت وزارت را بپذیرد که البته مجلس نپسندید. از آقای توفیقی خواستیم که سرپرست وزارت شود و بعد از یمین و یسار فشار آوردند که وی را معرفی نکنید و ما نیز سر فرود آوردیم تا دانشگاه و کشور آرام باشد. فرجی دانا را آوردیم و وی شروع به کار کرد ولی «بورسیه و ما ادراک ما البورسیه».»[۸۱]

## نتیجه استیضاح
جلسه استیضاح فرجی دانا در روز چهارشنبه ۲۹ مرداد ۱۳۹۳ بدون حضور حسن روحانی برگزار شد و موافقان و مخالفان به سخنرانی پرداختند. نهایتاً استیضاح با ۱۴۵ رأی موافق، ۱۱۰ رأی مخالف و ۱۵ رأی ممتنع از مجموع ۲۷۰ رأی مأخوذه رأی آورد و فرجی دانا از وزارت علوم برکنار شد. وی که نخستین وزیر استیضاحی کابینه یازدهم بود در فضایی آرام، بدون تنش و فروتنانه با نمایندگان خداحافظی و مجلس را ترک کرد.